# Sheila Sherwood
Pour les articles homonymes, voir Sherwood.
Sheila Sherwood, née Parkin le 22 octobre 1945 à Sheffield (Yorkshire du Sud), est une ancienne athlète britannique qui pratiquait le saut en longueur dont les principaux succès sont une médaille d'argent aux Jeux olympiques d'été de 1968 et une médaille aux jeux du Commonwealth de 1970. Elle a participé à trois Jeux olympiques d'été consécutifs.
À 17 ans, elle participait aux Championnats d'Europe de 1962 s'y classant douzième et aux jeux du Commonwealth de 1962 où elle finit cinquième.
Elle restait toutefois dans l'ombre de Mary Rand qui remporta l'or aux Jeux olympiques d'été de 1964 alors que Sheila Parkin se classait treizième. Toutefois, elle rencontra à Tokyo le hurdler John Sherwood avec lequel elle se maria trois plus tard. Leur rencontre coïncida avec la montée en puissance de Sheila Parkin. Elle remporta l'argent aux jeux du Commonwealth de 1966 derrière Rand et aux Jeux olympiques d'été de 1968 derrière la Roumaine Viorica Viscopoleanu.
Sheila Sherwood conquit le titre aux jeux du Commonwealth de 1970 et terminait encore quatrième 
aux Championnats d'Europe de 1971 même si ses dernières années dans le sport furent perturbées par des problèmes de dos. Malgré ceux-ci, elle fut sélectionnée pour Jeux olympiques d'été de 1972 où elle se classa neuvième.
La conclusion de sa carrière sportive eut lieu lors des jeux du Commonwealth de 1974 à Auckland avec une septième place.

## Palmarès

### Jeux olympiques d'été
- Jeux olympiques d'été de 1964 à Tokyo ( Japon)
  - 13e en saut en longueur
- Jeux olympiques d'été de 1968 à Mexico ( Mexique)
  -  Médaille d'argent en saut en longueur
- Jeux olympiques d'été de 1972 à Munich ( Allemagne de l'Ouest)
  - 9e en saut en longueur

### Jeux du Commonwealth
- Jeux du Commonwealth de 1962 à Perth ( Australie)
  - 5e en saut en longueur
- Jeux du Commonwealth de 1966 à Kingston ( Jamaïque)
  -  Médaille d'argent en saut en longueur
- Jeux du Commonwealth de 1970 à Édimbourg ( Écosse)
  -  Médaille d'or en saut en longueur
- Jeux du Commonwealth de 1974 à Christchurch ( Nouvelle-Zélande)
  - 7e en saut en longueur

### Championnats d'Europe d'athlétisme
- Championnats d'Europe d'athlétisme de 1962 à Belgrade ( Yougoslavie)
  - 12e en saut en longueur
- Championnats d'Europe d'athlétisme de 1966 à Budapest ( Hongrie)
  - 7e en saut en longueur
- Championnats d'Europe d'athlétisme de 1971 à Helsinki ( Finlande)
  - 4e en saut en longueur